# 60. п. н. е.

## Догађаји
- Водећи римски политичари Јулије Цезар, Помпеј Велики и Марко Лициније Крас стварају неформални међусобни савез познат као Први тријумвират.